# Jan Eliasz Mieleszko
Jan Eliasz Mieleszko herbu Korczak (ur. 1552, zm. 13 maja 1622) – kasztelan brzeskolitewski, mścisławski i smoleński.
Był synem Jana (Iwana) Mieleszki herbu Korczak (ok. 1518–1600), marszałka słonimskiego, i Anastazji Tyszkiewicz, córki Bazylego (Wasyla) Tyszkiewicza (zm. 1571), wojewody smoleńskiego. Ojciec był dziedzicem Dziewiątkowic Nowych i rzekomym autorem sejmowej mowy pt. Mowa Iwana Mieleszki.
Początkowo podkomorzy mozyrski, następnie podstarości słonimski 1591 i marszałek słonimski. Ufundował klasztor Bazylianów w Żyrowicach. Pełnił urząd kasztelana mścisławskiego od 1603 do 1610, następnie został kasztelanem brzeskim (1610–1615). Od 1615 do śmierci był kasztelanem smoleńskim. Ożenił się z Anną Fursową i miał córkę, która później została żoną Mateusza Borzymińskigo (zm. 1610), wójta wileńskiego.
Był wyznawcą prawoławia, następnie unitą.